# 褐帶黃毒蛾
褐帶黃毒蛾（学名：Euproctis unifascia）为毒蛾科黃毒蛾屬下的一个种。